# Solika
Solika je oborina slična snijegu u obliku okruglih, čunjastih ili nepravilnih bijelih neprozirnih ledenih zrnaca promjera od 2 do 5 milimetara. Zrnca su prhka i lako se drobe. Pada kao pljusak pri temperaturi zraka od približno 0 °C, prije kiše ili snijega ili zajedno s kišom ili snijegom.

## Hidrometeori
Hidrometeori su proizvodi vodene pare koji u krutom ili tekućem stanju padaju na Zemlju (kiša, rosulja, snijeg, tuča, sugradica), ili lebde u atmosferi (magla, sumaglica), ili lebde vjetrom uzdignuti sa Zemljine površine (mećava, vijavica, dim mora), ili se talože na tlu (rosa, mraz, inje, poledica, snježni pokrivač).